# San Michele trionfa sul demonio
San Michele trionfa sul demonio è un dipinto a olio e oro su tavola (179,7x81,9 cm) di Bartolomé Bermejo, databile al 1468 e conservato nella National Gallery.

## Storia
Il committente, Antonio Juan, è rappresentato inginocchiato a sinistra del santo, in scala ridotta. La pala era lo scomparto centrale di un polittico da lui richiesto per la chiesa di san Michele di Tous, località vicino a Valencia di cui era signore. Su un cartiglio in basso si nota la firma dell'artista, "Bartolomeo Rubens" cioè "rosso", forse in riferimento ai suoi capelli.
Entrò nel museo tramite acquisto in una transazione privata col sostegno dell'American Friends of the National Gallery (fondato da J. Paul Getty Junior), nel 1995.

## Descrizione e stile
San Michele arcangelo è rappresentato quasi a grandezza naturale, mentre sta per scagliare con la spada un colpo mortale al demonio, sotto i suoi piedi. Il corpo del diavolo è composto unendo con fantasia parti di diversi animali infidi, con il volto di scimmia e denti aguzzi da pescecane, gli occhi infuocati come i capezzoli, che creano un'altra orrida faccia con bocca aperta all'altezza dell'ombelico e lingua serpentina, coda di salamandra, ali di pipistrello e braccia composte da serpenti che mordono zampe di gallina.
San Michele lo domina, circondato da uno sfolgorante mantello in broccato foderato di velluto rosso che si gonfia come se l'angelo fosse appena precipitato sul diavolo. Indossa un'armatura dorata, cesellata e incrostata da perle e pietre preziose, e indossata sopra un usbergo a maglie con i bordi dorati; con la destra brandisce una spada affilata, dotata di anelli di protezione sopra gli elsetti, in cui inserisce l'indice. Nella sua figura l'artista poté mettere alla prova tutto il suo virtuosismo nel rappresentare le diverse superfici e i diversi tipi di rifrazione della luce, dalla lucida corazza, dove compare un riflesso della città celeste, al morbido piumaggio, dalla ruvida cotta di maglia alla croccante consistenza del panneggio (probabilmente disegnato studiano un drappo bagnato e appoggiato in terra). Difficile è stabilire il materiale della cupola del brocchiero del santo, forse cristallo di rocca o argento.
Si tratta di stilemi desunti dall'arte dei primitivi fiamminghi, la cui opera, tramite le rotte commerciali del Ducato di Borgogna, era ben nota nel sud della Francia e nella Spagna della costa mediterranea. Non è escluso che Bermejo avesse viaggiato anche direttamente nelle Fiandre, anche per la padronanza con cui usa la tecnica a olio, relativamente innovativa per il suo tempo.
Il committente è raffigurato mentre sfoglia un libro di Salmi finemente miniato (alle pagine dei Salmi 51 e 130), indossante una cappa in broccato e un cappello nero con calotta alta. Al collo ha la catena e al braccio la spada, emblemi dei cavalieri che avevano combattuto nella Reconquista. La sua testa è indagata con precisione nell'epidermide, caratterizzandolo nell'età matura.
Pianticelle indagate con cura spuntano dal terreno. Lo sfondo dorato è decorato da punzonature: qua e là cadute della foglia oro mostrano al preparazione sottostante a bolo rosso.